# Skwoź gowno
Skwoź gowno (ros. Сквозь говно) – piąty album studyjny białoruskiego zespołu punk rockowego Daj Darogu!, wydany 24 sierpnia 2012 roku. Na płycie znalazło się 17 utworów, z których dziesięć było opublikowane rok wcześniej w wersji akustycznej na albumie Boli niet. Album, będący ostatnim nagranym w „klasycznym” składzie zespołu, został zaprezentowany 22 września 2012 roku w mińskim klubie Re:Public.

## Lista utworów
| Nr  | Tytuł utworu           | Oryginalna pisownia tytułu | Długość |
| --- | ---------------------- | -------------------------- | ------- |
| 1.  | „Łopata”               | «Лопата»                   | 2:34    |
| 2.  | „Patrulnyj mient”      | «Патрульный мент»          | 3:08    |
| 3.  | „W sinich sandalach”   | «В синих сандалях»         | 3:39    |
| 4.  | „Samyj unikalnyj”      | «Самый уникальный»         | 2:42    |
| 5.  | „Pierienoczewat'”      | «Переночевать»             | 4:28    |
| 6.  | „10 millionow”         | «10 миллионов»             | 3:24    |
| 7.  | „Ostajotsia tolko kał” | «Остаётся только кал»      | 2:59    |
| 8.  | „Nie umirat'”          | «Не умирать»               | 3:06    |
| 9.  | „Mieżdu toboj i mnoj”  | «Между тобой и мной»       | 2:21    |
| 10. | „Moczim sliwu”         | «Мочим сливу»              | 2:17    |
| 11. | „Otrawleny mozgi”      | «Отравлены мозги»          | 4:22    |
| 12. | „NŁO”                  | «НЛО»                      | 4:06    |
| 13. | „Ja nie wieduś”        | «Я не ведусь»              | 2:42    |
| 14. | „Boli niet”            | «Боли нет»                 | 2:53    |
| 15. | „Spiecialist”          | «Специалист»               | 3:03    |
| 16. | „Siemja u”             | «Семья у»                  | 2:31    |
| 17. | „Czornyj drakon”       | «Чёрный дракон»            | 4:00    |
|     |                        |                            | 54:15   |

## Twórcy
- Juryj Stylski – wokal, gitara, mastering, muzyka i teksty
- Kirył Skamin – gitara basowa
- Aleh Fiadotkin – perkusja
- Dzmitryj Kruś – trąbka (gościnnie, utwór 15)[3]
- Alaksiej Tamanau – zapis, mastering
- Pawieł Szelpuk – zapis instrumentów perkusyjnych[5]